# Rabia Djelti

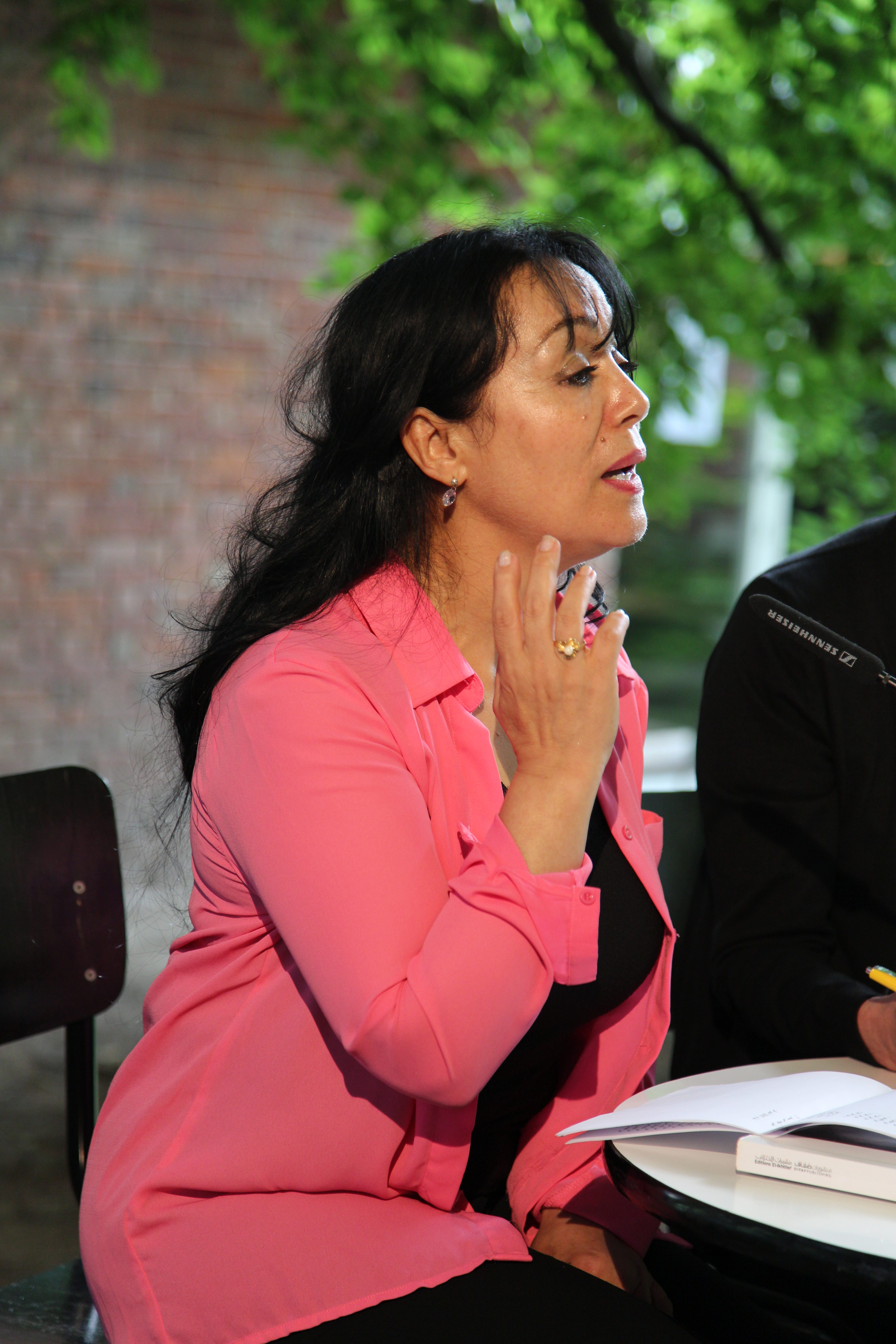
Rabia Djelti

Rabia Djelti (sinh năm 1954) là một nhà văn người Algeria, thông thạo cả tiếng Ả Rập và tiếng Pháp. Năm 2002, với thơ và tiểu thuyết của mình, bà đã được trao giải thưởng cho văn học Ả Rập tại Abu-Emirates. Ngoài việc viết lách, Djelti còn dạy văn tại Đại học Algiers.

## Tiểu sử
Sinh ngày 5 tháng 8 năm 1954 tại Nedroma, bà đến trường tiểu học ở Ma-rốc trước khi học trường cấp hai ở Oran (1969-1975). Từ khi còn nhỏ, bà đã bị cuốn hút vào văn học Pháp, khám phá các tác phẩm của Baudelaire và Victor Hugo trong thư viện của cha bà. Bà bắt đầu dịch những cuốn sách bà thích nhất sang tiếng Ả Rập. Bà tốt nghiệp ngành văn học tại Đại học Oran năm 1979 trước khi lấy bằng tiến sĩ ở Damascus năm 1990.
Sau khi kết hôn với Amin Zaoui, bà đã giảng dạy tại Đại học Oran cho đến đầu những năm 1990. Bị đe dọa bởi Nội chiến Algérie, cặp vợ chồng đã rời Pháp vào năm 1995, trở lại vào năm 2000.
Sau lần đầu tiên làm nhà báo, Djelti bắt đầu viết thơ bằng tiếng Ả Rập năm 1981, các bộ sưu tập thành công nhất là Murmures du secret (2002) và Qui est-ce dans le miroir (2003), được dịch sang tiếng Pháp lần lượt bởi Abdellatif Laâbi và Rachid Boudjedra. Năm 2010, bà bắt đầu viết tiểu thuyết, bao gồm Le trône émaillé (2013) et Nostalgie à la menthe (2015). Bà giải thích rằng trong khi những bài thơ của bà từng có một câu chuyện để kể, bà luôn bị cám dỗ viết tiểu thuyết nhưng chỉ đến năm 2010, cuối cùng bà mới bắt đầu làm như vậy.

## Cuộc sống cá nhân
Djelti kết hôn với nhà văn người Algérie Amin Zawawi. Con gái của họ, Lina Doran, là một ca sĩ-nhạc sĩ.